# Aileen Meagher

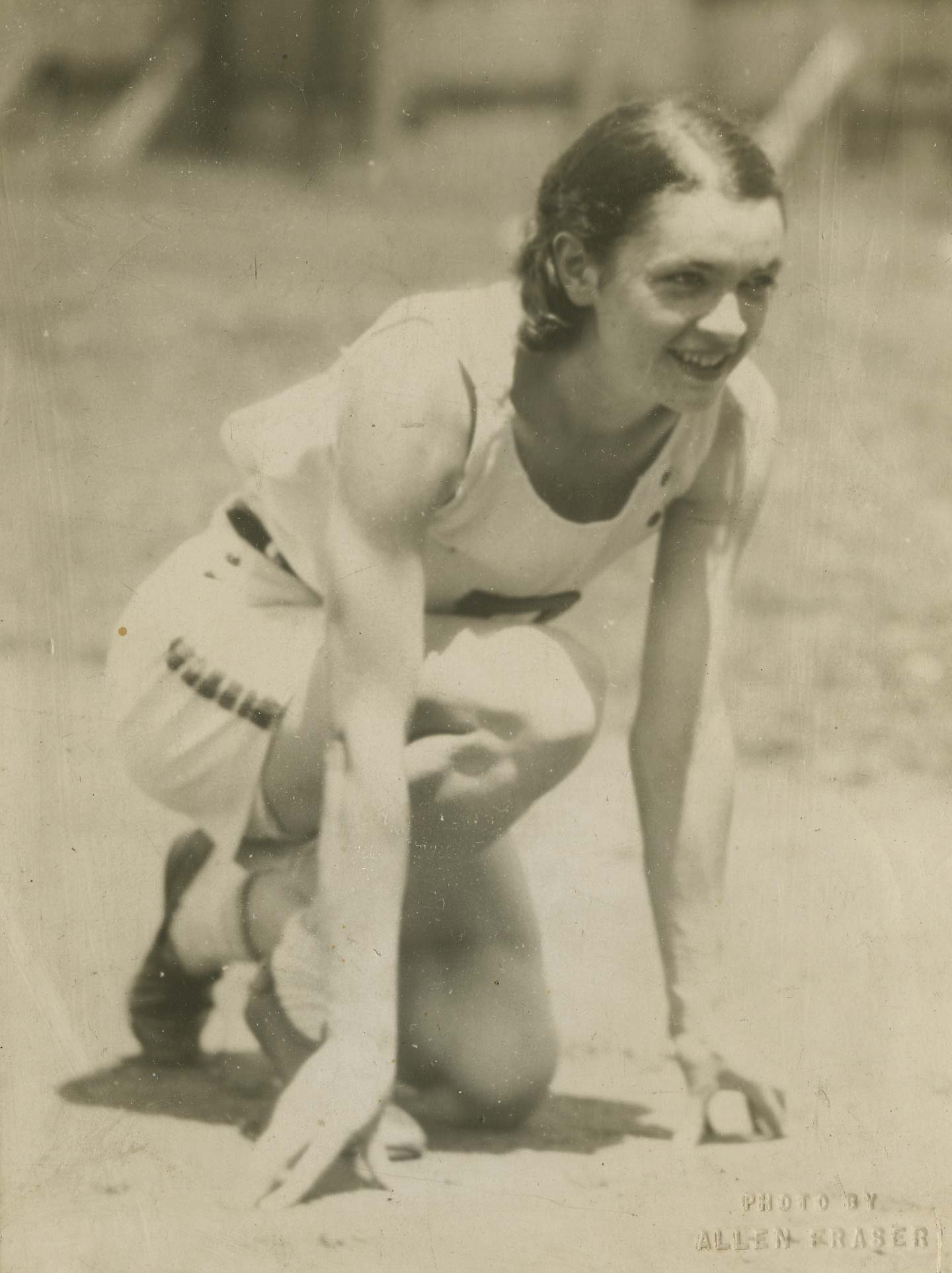
Aileen Meagher 1932

Aileen Aletha Meagher (* 26. November 1910 in Halifax, Nova Scotia; † 2. August 1987 ebenda) war eine kanadische Leichtathletin und Olympiateilnehmerin.
1934 gewann sie bei den British Empire Games in London die Silbermedaille über 220 Yards, hinter der Engländerin Eileen Hiscock (Gold) und vor der Engländerin Nellie Halstead (Bronze).
Bei den Olympischen Sommerspielen 1936 in Berlin gewann sie die Mannschafts-Bronzemedaille im 4-mal-100-Meter-Staffellauf zusammen mit ihren Teamkolleginnen Dorothy Brookshaw, Mildred Dolson und Hilda Cameron, hinter dem Team der USA und dem Team aus Großbritannien.